# Künstlerhaus Boswil

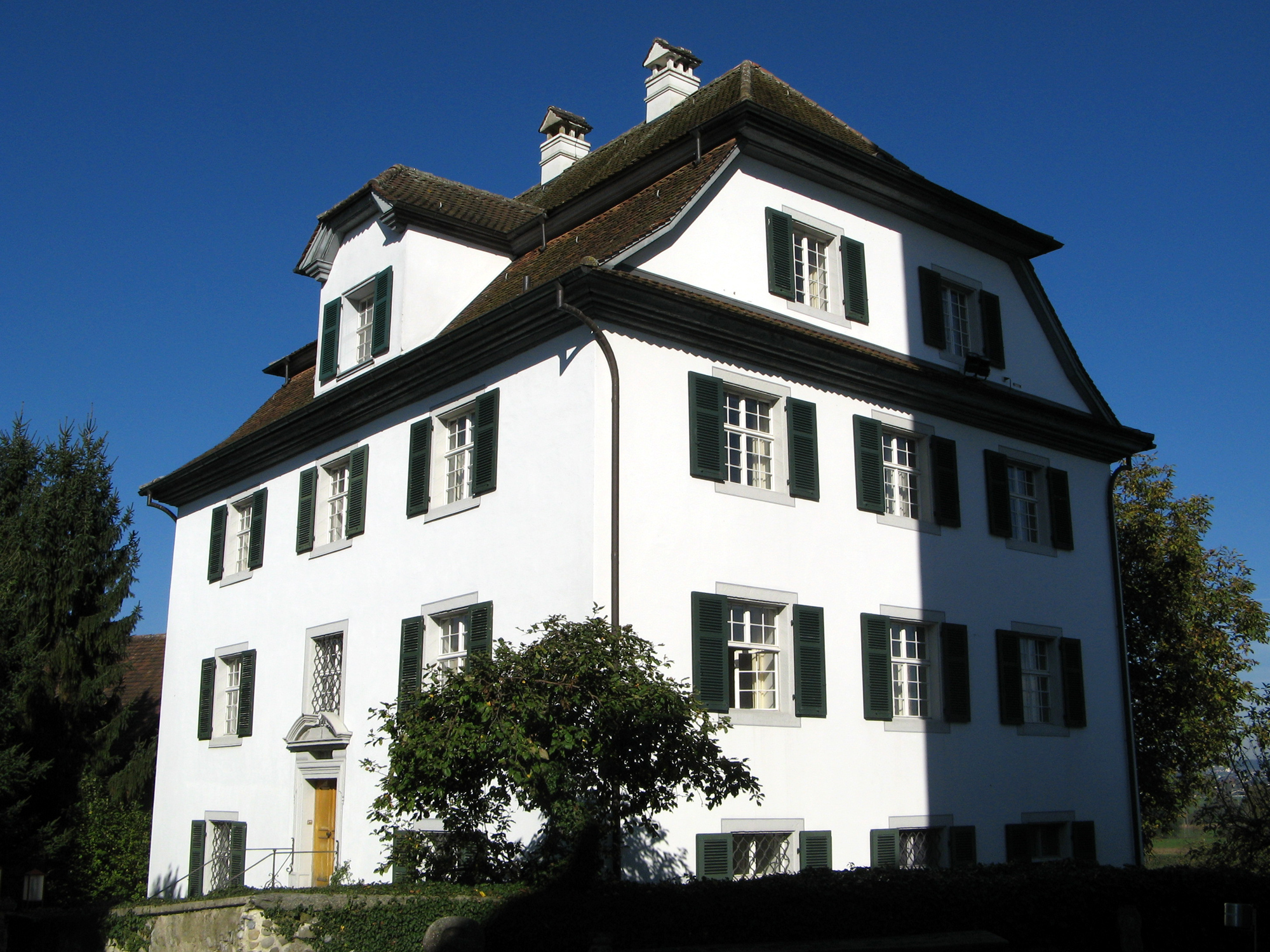
Künstlerhaus

Das Künstlerhaus Boswil ist eine kulturelle Stiftung in Boswil im Kanton Aargau, die auf klassische und zeitgenössische Musik spezialisiert ist. Ihr Sitz ist ein historisches Gebäudeensemble um die Alte Kirche, welches insgesamt im Besitz der Stiftung ist. Dazu gehören das ehemalige römisch-katholische Pfarrhaus (ab 1953 Künstlerhaus, ab 2021 Gästehaus genannt), das ehemalige Sigristenhaus (ab 2021 Künstlerhaus genannt) und die Odilokapelle. Das Künstlerhaus organisiert regelmässig Veranstaltungen mit international bekannten Künstlern, wobei die Konzerte hauptsächlich in der Alten Kirche stattfinden.

## Stiftung
Das Künstlerhaus Boswil versteht sich als Ort der Begegnung, des internationalen Kulturaustauschs und der künstlerischen Auseinandersetzung. Es veranstaltet zahlreiche Konzerte, darunter das Festival «Boswiler Sommer» und der Zyklus «Boswiler Meisterkonzerte». Das Künstlerhaus ist Betreiber zweier Musikensembles: dem Jugendsinfonieorchester Aargau und dem Jugendorchester Freiamt. Hinzu kommen internationale Komponistenseminare sowie verschiedene musikalische Weiterbildungsangebote, darunter auch Meisterkurse.
Hauptträger der Stiftung ist der Kanton Aargau. Weitere finanzielle Unterstützung erhält sie vom Swisslos-Fonds, von der Gemeinde Boswil und vom Förderverein «Pro Boswil». Die Alte Kirche wird als Konzertsaal genutzt und bietet bis zu 280 Personen Platz. Das Künstlerhaus umfasst das Kellertheater, eine Bibliothek, einen Galerieraum, mehrere Gästezimmer und ein Restaurant. Das ehemalige Sigristenhaus umfasst Kammermusikräume, Gästezimmer und Büros. Die Räumlichkeiten werden regelmässig zur Einspielung von Tonträgern genutzt.

## Kulturelle Veranstaltungen
Seit 2000 findet jährlich (ausgen. 2020: Absage) das Klassik-Festival «Boswiler Sommer» mit internationaler Beteiligung statt. Gastgeber des Festivals ist das Künstlerhaus Boswil. Mit verschiedenen Aktionen sorgte das Künstlerhaus Boswil für Schlagzeilen. 640 Mitwirkende spielten am 6. September 2009 mit Kuhglocken eine Partitur des südafrikanischen Komponisten Paul Hanmer und erhielten ein halbes Jahr später als «grösstes Kuhglocken-Ensemble der Welt» einen Eintrag im Guinness-Buch der Rekorde. Am 3. Juli 2011 fand in Boswil die Schweizer Uraufführung des Helikopter-Streichquartetts von Karlheinz Stockhausen statt.

## Geschichte
Das im Jahr 1600 erbaute Pfarrhaus wurde 1639 renoviert und 1757 durch den Zimmermann Franz Mäder vollständig neu errichtet. 1890 bezog die römisch-katholische Kirchgemeinde im Oberdorf die Pfarrkirche St. Pankraz und nutzte das Pfarrhaus noch einige Jahre weiter. Nach der Eröffnung eines neuen Pfarrhauses profanierte sie 1913 die gesamte Gebäudegruppe und vermietete sie an den Kunstmaler Richard Arthur Nüscheler, der sie 1918 schliesslich erwarb. Nüscheler lebte im einstigen Pfarrhaus und nutzte die Alte Kirche als Atelier.
Seine Erben verkauften 1953 die Gebäude an die «Stiftung Alte Kirche Boswil». Diese von Willy Hans Rösch und Albert Rajsek gegründete Stiftung wollte einerseits die Alte Kirche und das ehemalige Pfarrhaus vor dem Abbruch retten, andererseits ein Heim für mittellose und betagte Künstler schaffen. Benefizauftritte prominenter Künstler schufen die finanzielle Voraussetzung dafür.
Die ersten Künstler zogen 1960 ins renovierte Pfarrhaus, unter anderem der Regisseur Kurt Früh und der Holzschneider Alfred Bernegger. Zur selben Zeit begann man Veranstaltungen, Kurse, Symposien, Tagungen und internationale Kompositionswettbewerbe zu organisieren. Nach dem Tod der letzten Pensionärin im Jahr 1991 änderte die Stiftung ihre Statuten und ihren Namen zu «Stiftung Künstlerhaus Boswil». Die Institution wandelte sich in der Folge zu einem Kulturzentrum in den Bereichen klassische Musik, Jazz, Literatur, bildende Kunst, Tanz und Theater. Seit 2006 widmet sich das Künstlerhaus ausschliesslich der klassischen Musik.

## Künstler
Zahlreiche bekannte Künstler waren ab den 1950er Jahren im Künstlerhaus Boswil tätig oder traten in der Alten Kirche auf. Dazu gehören unter anderem:
| - Géza Anda, Pianist (1961) - Martha Argerich, Pianistin (2002, 2011) - Wilhelm Backhaus, Pianist (1962) - Maria Becker, Schauspielerin (1966) - Werner Bergengruen, Schriftsteller (1954) - Peter Bichsel, Schriftsteller (1999) - Hermann Burger, Schriftsteller (1979) - Erika Burkart, Schriftstellerin (seit den 1950ern) - Pau Casals, Cellist (1956, 1961) - Edisson Denissow, Komponist (1991) - Jörg Demus, Pianist (seit 1989) - Dimitri, Clown (seit 1971) - Marianne Engel, Fotografin (2004) - Pierre Favre, Schlagzeuger (1985) - Giora Feidman, Klarinettist (2001, 2005) - Max Frisch, Schriftsteller (1987) | - Friedrich Goldmann, Komponist (1980er) - Günter Grass, Schriftsteller (1966, 1982) - George Gruntz, Pianist (1982) - Hagen-Quartett, Streichquartett (2010) - Clara Haskil, Pianistin (1955) - The Hilliard Ensemble, Vokalensemble (2005) - Heinz Holliger, Oboist (seit 1965) - Mieczysław Horszowski, Pianist (1962) - Klaus Huber, Komponist (seit 1966) - The King’s Singers, A-cappella-Ensemble (2010) - Helmut Lachenmann, Komponist (1967, 1974, 1977) - Rolf Liebermann, Komponist (1985, 1990) - Hugo Loetscher, Schriftsteller (1999) - Yehudi Menuhin, Violinist (1956, 1973) - Sabine Meyer, Klarinettistin (2012) | - Marcel Moyse, Flötist (1964–1984) - Aurèle Nicolet, Flötist (seit 1962) - Arvo Pärt, Komponist (1980) - Wolfgang Rihm, Komponist (1970er) - Paul Sacher, Dirigent (1965) - Hans Kaspar Schwarz, Maler (1966) - Dieter Schnebel, Komponist (1970er) - Irène Schweizer, Pianistin (1990) - Maria Stader, Sopranistin (1961) - Edmond de Stoutz, Dirigent (seit 1954) - Aida Stucki, Geigerin (1960) - Pēteris Vasks, Komponist (2009) - John Williams, Gitarrist (2010) |

## Gebäude
Das ehemalige Pfarrhaus besitzt drei Stockwerke mit je drei Achsen, unter einem Mansarddach mit trapezförmigen Giebelflächen. Die ursprüngliche Einrichtung wurde beim Innenumbau 1954 entfernt. Stehen blieb ein Kachelofen, wahrscheinlich ein Werk von Michael Leonz Küchler aus dem Jahr 1771, das mit blauen Veduten und Rocaillen verziert ist. An der Ostseite befindet sich ein Sandsteinrelief, das mit dem Wappen von Fürstabt Fridolin Kopp verziert ist.